# 工業整備特別地域
工業整備特別地域（日语：／ Kōgyō seibi tokubetsu chiiki），略稱工特，是歷史上日本根據工業整備特別地域整備促進法（昭和39年法律第146號）「具有發展工業的地理條件，且開發規模、投資效果相對較高的地域」（第1條）而認定的地域。該法已於2001年3月30日廢止，工業整備特別地域制度亦同時被廢止。
各地域為促進工業發展，曾制定了建設相關設施的基本計劃、並採取了制定地方稅特別辦法、對地方債進行利息補助、提高補助率等措施。
工業整備特別地域和新產業都市一樣，目的都是為了實現全國綜合開發計劃（全綜）所提倡的「樞紐開發方式」。

## 指定地區
工業整備特別地域整備促進法指定了下列6個區域：
- 鹿島臨海工業地帶（茨城縣）
- 東駿河灣地區（靜岡縣）
- 東三河地區（愛知縣）
- 播磨地區（兵庫縣）
- 備後地區（廣島縣）
- 周南地區（山口縣）